# Старият чинар (Стара Загора)
Старият чинар е вековно дърво от род източен чинар (Platanus orientalis), което расте в парк „Бедечка“ край Стара Загора (Гугъл координати: CJQQ+H4 Стара Загора). Възрастта му е над 690 г. към 2025 г.
Обявен е за природна забележителност със заповед № 995 от 20.IV.1960 г. на Главно управление на горите град София на основание чл. 16 от 165-то Постановление на Министерския съвет от 05.VIII.1958 г. и е в държавния регистър под № 385.

## Параметри
Старият чинар е с диаметър в основата 3,5 м и обиколка 11 м, а височината му е 17 м. Чрез свредел на Преслер е определена възрастта му. Има мощно развита корона и светло-зелена кора на стъблото и скелетните клони. Листата са едри, длановидни и разположени на дълги дръжки. Има десет скелетни клона, повити като орнаменти. Пет от тях са подпрени с метални конструкции, за да не се счупят от тежестта си, а един клон е поразен от мълния.

## Съхранение
Огромната хралупа в чинара застрашава целостта на дървото. През 1980-те години за оздравяване на дървото ландшафтни архитекти правят армировка с железни пръчки и облицовъчна замазка с цимент. Запълването е със специални смески.